# Bagahangaj
Bagahangaj (in mongolo Багахангай, piccolo hangai) è uno dei nove dùùrėg (distretti) in cui è divisa Ulan Bator capitale della Mongolia. A sua volta è suddiviso in due horoo (sottodistretti), il horoo Ondor Tolgoi (testa alta) ed il horoo Bagahangaj.
Bagahangaj è una exclave di 140 km² inclusa nella provincia del Tôv, a sud est della capitale. Fu la base di un distaccamento militare sovietico.